# 法網豪情
《法網豪情》（英語：The Practice）是一套律政題材的美國劇情影集，1997年在ABC首播，創作人為金牌電視監製大衛·E·凱利。主要演員有：迪倫·麥狄蒙、丽莎盖伊·汉密尔顿、史蒂夫·哈里斯、坎姆雷恩·曼海姆及凯莉·威廉姆斯。
此劇的主人翁為Bobby Donnell，在波士頓擁有一間小型律師行Robert Donnell and Associates，故事圍繞著他及他手下律師的經歷，接觸的案件多是知名度相當高的，而此劇亦屢次從現實生活中的新聞等取材。
曾分別於1998及1999年兩度贏得艾美獎最佳劇情電視劇。

## 續集
此劇的續集為《波士顿法律》；該劇以《法網豪情》兩名二線角色艾伦·舒尔（占士·史碧達飾）及丹尼·科瑞恩（威廉·夏特纳飾）為中心，用比較幽默的手法來描繪波士頓的法律界。

## 國際播映

### 電視台播映
此劇曾於香港亞視國際台播出。

### 網路播映
台灣、香港Disney+上架，台灣已下架。

## 外部連結
- 互联网电影数据库（IMDb）上《The Practice》的资料（英文）
- epguides.com上《The Practice》的資料
- USA Today Photo Gallery （页面存档备份，存于）